# Padri Pellegrini

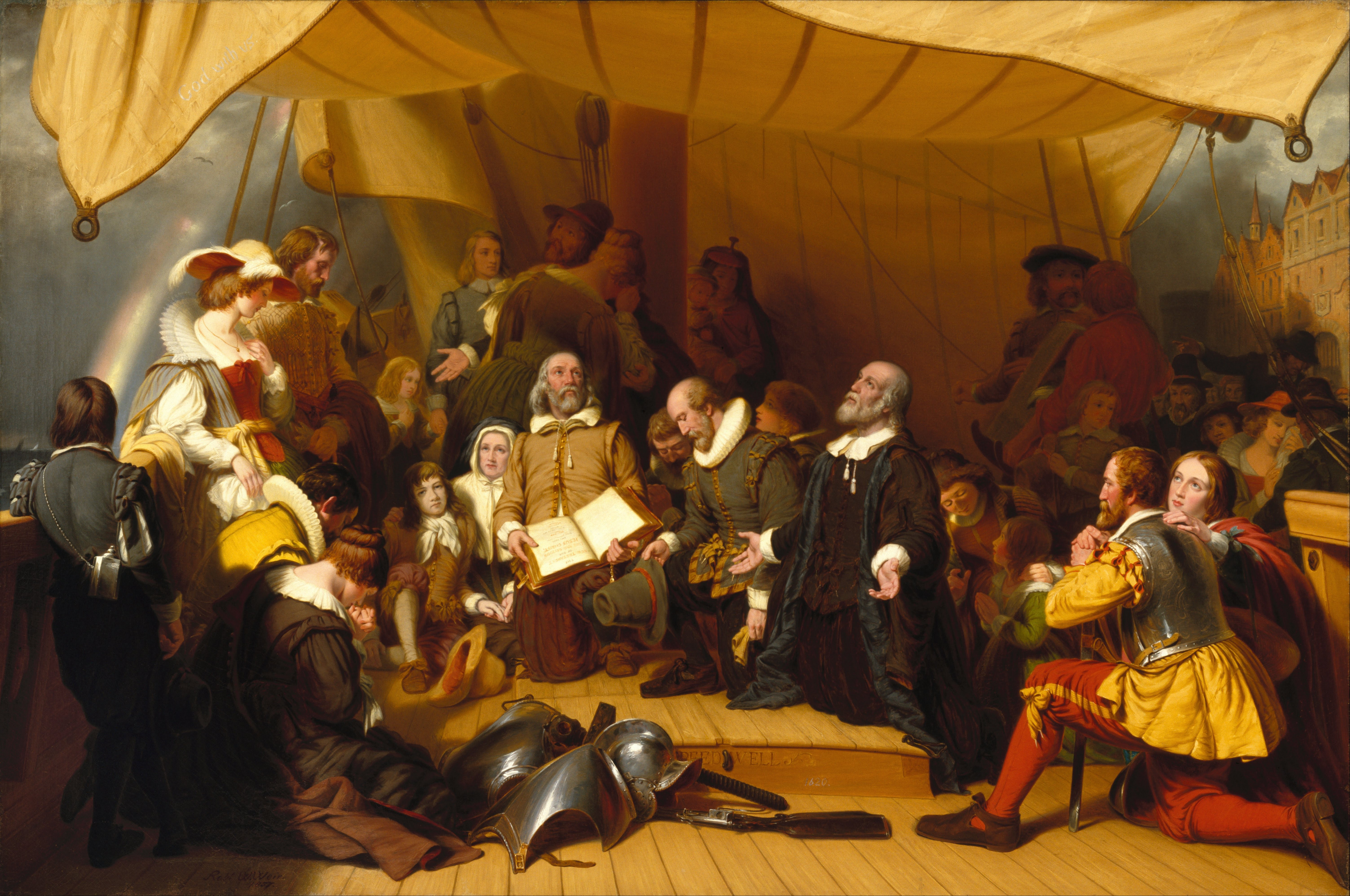
Robert Walter Weir, L'imbarco dei pellegrini, 1857, Brooklyn Museum di New York.

Con Padri Pellegrini o Pellegrini Padri (Pilgrim Fathers in inglese) si indica un gruppo di cittadini inglesi di religione puritana considerati tra i primi coloni del Nord America.
Plymouth, la colonia da loro fondata nel 1620 sulla costa del Massachusetts, fu la seconda dopo Jamestown in Virginia (fondata nel 1607), ed è oggi il più antico insediamento degli Stati Uniti d'America abitato continuativamente.

## Storia
Prima dei Padri Pellegrini vi erano state molte spedizioni e insediamenti di natura governativa e militare, mentre è con loro che ha inizio il massiccio flusso immigratorio che è poi proseguito nei secoli successivi, contribuendo ai primi sviluppi dei futuri Stati Uniti d'America.
Nel 1606 il re Giacomo I aveva fondato a Plymouth, in Inghilterra, la Plymouth Company, chiamata anche New England Company, con lo scopo di stabilire delle colonie lungo la costa del Nord America. La compagnia marittima era il secondo ramo della Virginia Company. Nel settembre 1620 (alcune fonti indicano il 6 settembre, altre il 16) salpò da Plymouth la nave Mayflower, con 102 persone a bordo,  compresi donne e bambini. La traversata dell'oceano Atlantico fu durissima, ma ciononostante morirono un passeggero e un solo membro dell'equipaggio, cosa decisamente non grave contando l'affollamento e le condizioni di navigazione dell'epoca. La terra fu avvistata il 9 novembre 1620, all'altezza di Cape Cod, ma lo sbarco e l'insediamento finale, dopo una lunga serie di esplorazioni, avvenne quasi un mese dopo, il 21 novembre, in un luogo che la tradizione identifica con la Roccia di Plymouth.
Dopo un viaggio estenuante, durante il quale gran parte dei passeggeri si era ammalata di mali quali lo scorbuto, i coloni approdarono nel nuovo continente quando ormai l'inverno era alle porte e le terre circostanti deserte, selvagge e inospitali. Durante il primo inverno morirono di stenti più di 40 persone. L'anno successivo però la colonia si era insediata ed era ben organizzata, aveva costruito case solide e coltivato le terre rivelatesi generose; aveva inoltre instaurato rapporti d'amicizia con gli indiani, tra cui Samoset, Squanto e Massasoit, capo della tribù dei Wampanoag. Nel marzo del 1621 Massasoit e il Governatore Carver stabilirono un trattato di pace e di mutua protezione. I nativi inoltre aiutarono i Pellegrini insegnando loro come sfruttare la terra e coltivare il mais. Nell'ottobre del 1621 i 53 Pellegrini sopravvissuti festeggiarono il raccolto, insieme a Massasoit e circa 90 dei suoi uomini. Le celebrazioni durarono tre giorni, durante i quali si banchettò con anatre, pesci e tacchini procurati dai coloni e cinque cervi portati dai nativi.
La ricorrenza di questa festa fu il germe che generò la Festa del ringraziamento, la più celebre delle festività americane. All'epoca, tuttavia, i Pellegrini non la chiamarono con questo nome: la prima festa che i Pellegrini stessi chiamarono "del ringraziamento" si svolse nel 1623, in seguito alla notizia dell'arrivo di ulteriori coloni e di provviste.